# Cachipo (Anzoátegui)
Pour les articles homonymes, voir Cachipo.
Cachipo est la capitale de la paroisse civile de Cachipo de la municipalité d'Aragua dans l'Anzoátegui au Venezuela. 